# Уиллис, Джон Норт
Джон Норт Уи́ллис (англ. John North Willys; 25 октября 1873— 26 августа 1935) — американский предприниматель, один из пионеров автомобилестроения, государственный деятель.

## Биография

### Ранние годы и начало карьеры
Родился 25 октября 1873 года в городе Канандейгуа, штат Нью-Йорк. В юности продавал велосипеды в своём родном городе. Спустя несколько лет развил производство собственных велосипедов. В 1897 году женился. Ещё через несколько лет занялся розничной продажей автомобилей в городе Элмайра, штат Нью-Йорк.
Его автосалон весьма успешно продавал автомобили марки Overland. Однако в 1907-м проблемы с поставками на завод Overland в Индианаполисе, штат Индиана, привели к тому, что Джон Уиллис сам приобрёл эту компанию. Он оказался талантливым бизнесменом и быстро переломил пошатнувшееся состояние фирмы. В 1909 году он приобрёл компанию Marion Motor Car Co. из Индианаполиса, а несколько лет спустя переместил свою деятельность на предприятие, купленное у обанкротившейся Pope Motor Car Co. в Толидо, штат Огайо.

### Willys-Overland Motor Company
В 1912-м Уиллис изменил название фирмы на Willys-Overland Motor Company, в следующем году приобрёл компанию Edwards Motor Co. в Нью-Йорке, которая предоставила ему лицензию на производство запатентованного двигателя Knight с золотниковым клапаном. Бизнес успешно развивался, и вскоре автомобильная компания Уиллиса стала вторым по величине производителем автомобилей в Соединенных Штатах. В 1915 году он построил семиэтажную штаб-квартиру в Толидо, штат Огайо, которая была самой современной на тот момент. До конца десятилетия одна треть рабочей силы города Толидо была занята либо в Willys-Overland, либо в одном из многочисленных малых предприятий, поставлявших запчасти и расходные материалы. Автомобильная империя Уиллиса предлагала потребителю выбор между автомобилями Overland, Willys и Willys-Knight, каждый из которых представлял определённый тип двигателя и ценовой диапазон. Посредством своей холдинговой компании в 1918 году Джон Уиллис приобрёл фирму Moline Plough из Молина, штат Иллинойс, которая производила сельскохозяйственные тракторы марки Universal и линейку автомобилей Stephens. В следующем году он получил контроль над компанией Duesenberg — в первую очередь для того, чтобы завладеть заводом братьев Дюзенберг в городе Элизабет, штат Нью-Джерси, где он планировал выпускать новый автомобиль с шестицилиндровым двигателем.
Из-за возникших проблем с рабочими на заводе Willys-Overland в Толидо в 1919 году началась забастовка, в результате которой завод был остановлен на несколько месяцев. Уиллис нанял вице-президента General Motors Уолтера Крайслера для управления предприятием Willys-Overland, предложив ему удивительную по тем временам зарплату в один миллион долларов в год. Однако Крайслер решил вытеснить Джона Уиллиса, использовав попытку поглощения, которая имела неприятные последствия: акционеры стали сопротивляться этому, и Крайслер в 1921 году был вынужден уйти и заняться собственным бизнесом.
Несмотря на то, что бизнес Джона Уиллиса был очень прибыльным, он имел высокую долю заёмных средств, расширялся и (или) приобретался за счет крупных займов. В 1921 году банкиры поставили перед бизнесменом жёсткие условия. Чтобы собрать средства для сокращения долга, завод Willys-Overland в Нью-Джерси был продан на аукционе Уильяму Дюранту, как и New Process Gear Company в Сиракьюс, штат Нью-Йорк. Получив контроль над долгом, Уиллис вновь начал расширяться и в 1925 году купил FJ Stearns Co. из Кливленда, штат Огайо, которая производила линейку роскошных автомобилей. В 1926 году Уиллис представил модельную линейку Whippet, продававшуюся в США, Канаде и Австралии.

### Политическая деятельность
Уважаемый в деловом сообществе, Джон Уиллис был решительным сторонником Республиканской партии США; он являлся делегатом от штата Огайо на съезде республиканцев в 1916 году. После избрания Герберта Гувера на пост президента Соединённых Штатов в марте 1930 года Уиллис был назначен первым послом США в Польше, пробыв на этом посту до мая 1932 года.

### Последние годы
Великая депрессия 1930-х годов привела к уходу из бизнеса многих автопроизводителей. В 1933-м предприятия Уиллиса не сумели избежать банкротства и реорганизации.
В мае 1935 года Джон Уиллис перенёс сердечный приступ, но затем выздоровел. 26 августа 1935-го он умер в результате инсульта в своём доме в Бронксе, Нью-Йорк. Похоронен на кладбище Кенсико в Валгалле, штат Нью-Йорк.

## Личная жизнь
В 1897 году Джон Уиллис женился на Изабель Ван Ви (Isabel Van Wie). У пары была по крайней мере одна дочь Вирджиния, которая в 1929-м, в возрасте 18 лет, вышла замуж за владельца ранчо Луиса Марселино де Агирре. В 1934 году Уиллис развёлся со своей первой женой. Вскоре он вновь женился.